# Grand Prix Formule 1 van Groot-Brittannië 2020
De Grand Prix Formule 1 van Groot-Brittannië 2020 werd verreden op 2 augustus 2020 op circuit Silverstone. Het was de vierde race van het kampioenschap.  Er was vanwege de COVID-19-pandemie geen publiek aanwezig op de tribunes.
Sergio Pérez was wegens ziekte (COVID-19) verhinderd, als vervanger werd Nico Hülkenberg aangewezen.

## Vrije trainingen

### Uitslagen
- Enkel de top vijf wordt weergegeven.

| Vrije training 1 | Pos. | Nr. | Coureur          | Constructeur              | Tijd     |
| ---------------- | ---- | --- | ---------------- | ------------------------- | -------- |
| Vrije training 1 | 1    | 33  | Max Verstappen   | Red Bull-Honda            | 1:27.422 |
| Vrije training 1 | 2    | 44  | Lewis Hamilton   | Mercedes                  | 1:27.896 |
| Vrije training 1 | 3    | 18  | Lance Stroll     | Racing Point-BWT Mercedes | 1:28.004 |
| Vrije training 1 | 4    | 23  | Alexander Albon  | Red Bull-Honda            | 1:28.129 |
| Vrije training 1 | 5    | 16  | Charles Leclerc  | Ferrari                   | 1:28.221 |
| Vrije training 2 | Pos. | Nr. | Coureur          | Constructeur              | Tijd     |
| Vrije training 2 | 1    | 18  | Lance Stroll     | Racing Point-BWT Mercedes | 1:27.274 |
| Vrije training 2 | 2    | 23  | Alexander Albon  | Red Bull-Honda            | 1:27.364 |
| Vrije training 2 | 3    | 77  | Valtteri Bottas  | Mercedes                  | 1:27.431 |
| Vrije training 2 | 4    | 16  | Charles Leclerc  | Ferrari                   | 1:27.570 |
| Vrije training 2 | 5    | 44  | Lewis Hamilton   | Mercedes                  | 1:27.581 |
| Vrije training 3 | Pos. | Nr. | Coureur          | Constructeur              | Tijd     |
| Vrije training 3 | 1    | 77  | Valtteri Bottas  | Mercedes                  | 1:25.873 |
| Vrije training 3 | 2    | 44  | Lewis Hamilton   | Mercedes                  | 1:26.011 |
| Vrije training 3 | 3    | 33  | Max Verstappen   | Red Bull-Honda            | 1:26.173 |
| Vrije training 3 | 4    | 18  | Lance Stroll     | Racing Point-BWT Mercedes | 1:26.576 |
| Vrije training 3 | 5    | 55  | Carlos Sainz jr. | McLaren                   | 1:26.664 |

## Kwalificatie
| Pos.                   | Nr. | Coureur            | Constructeur              | Kwalificatietijden | Kwalificatietijden | Kwalificatietijden | Grid |
| Pos.                   | Nr. | Coureur            | Constructeur              | Q1                 | Q2                 | Q3                 | Grid |
| ---------------------- | --- | ------------------ | ------------------------- | ------------------ | ------------------ | ------------------ | ---- |
| 1                      | 44  | Lewis Hamilton     | Mercedes                  | 1:25.900           | 1:25.347           | 1:24.303           | 1    |
| 2                      | 77  | Valtteri Bottas    | Mercedes                  | 1:25.801           | 1:25.015           | 1:24.616           | 2    |
| 3                      | 33  | Max Verstappen     | Red Bull-Honda            | 1:26.115           | 1:26.144           | 1:25.325           | 3    |
| 4                      | 16  | Charles Leclerc    | Ferrari                   | 1:26.550           | 1:26.203           | 1:25.427           | 4    |
| 5                      | 4   | Lando Norris       | McLaren-Renault           | 1:26.855           | 1:26.420           | 1:25.782           | 5    |
| 6                      | 18  | Lance Stroll       | Racing Point-BWT Mercedes | 1:26.243           | 1:26.501           | 1:25.839           | 6    |
| 7                      | 55  | Carlos Sainz jr.   | McLaren-Renault           | 1:26.715           | 1:26.149           | 1:25.965           | 7    |
| 8                      | 3   | Daniel Ricciardo   | Renault                   | 1:26.677           | 1:26.339           | 1:26.009           | 8    |
| 9                      | 31  | Esteban Ocon       | Renault                   | 1:26.396           | 1:26.252           | 1:26.209           | 9    |
| 10                     | 5   | Sebastian Vettel   | Ferrari                   | 1:26.469           | 1:26.455           | 1:26.339           | 10   |
| 11                     | 10  | Pierre Gasly       | AlphaTauri-Honda          | 1:26.343           | 1:26.501           |                    | 11   |
| 12                     | 23  | Alexander Albon    | Red Bull-Honda            | 1:26.565           | 1:26.545           |                    | 12   |
| 13                     | 27  | Nico Hülkenberg    | Racing Point-BWT Mercedes | 1:26.327           | 1:26.566           |                    | 13   |
| 14                     | 26  | Daniil Kvjat       | AlphaTauri-Honda          | 1:26.774           | 1:26.744           |                    | 19   |
| 15                     | 63  | George Russell     | Williams-Mercedes         | 1:26.732           | 1:27.092           |                    | 20   |
| 16                     | 20  | Kevin Magnussen    | Haas-Ferrari              | 1:27.158           |                    |                    | 14   |
| 17                     | 99  | Antonio Giovinazzi | Alfa Romeo-Ferrari        | 1:27.164           |                    |                    | 15   |
| 18                     | 7   | Kimi Räikkönen     | Alfa Romeo-Ferrari        | 1:27.366           |                    |                    | 16   |
| 19                     | 8   | Romain Grosjean    | Haas-Ferrari              | 1:27.643           |                    |                    | 17   |
| 20                     | 6   | Nicholas Latifi    | Williams-Mercedes         | 1:27.705           |                    |                    | 18   |
| Q1 107% tijd: 1:31.807 |     |                    |                           |                    |                    |                    |      |

## Wedstrijd
| Pos.  | Nr. | Coureur            | Constructeur              | Rondes | Tijd / Oorzaak uitval | Grid | Punten |
| ----- | --- | ------------------ | ------------------------- | ------ | --------------------- | ---- | ------ |
| 1     | 44  | Lewis Hamilton     | Mercedes                  | 52     | 1:28:01.283           | 1    | 25     |
| 2     | 33  | Max Verstappen     | Red Bull-Honda            | 52     | +5.856                | 3    | 19S    |
| 3     | 16  | Charles Leclerc    | Ferrari                   | 52     | +18.474               | 4    | 15     |
| 4     | 3   | Daniel Ricciardo   | Renault                   | 52     | +19.650               | 8    | 12     |
| 5     | 4   | Lando Norris       | McLaren-Renault           | 52     | +22.277               | 5    | 10     |
| 6     | 31  | Esteban Ocon       | Renault                   | 52     | +26.937               | 9    | 8      |
| 7     | 10  | Pierre Gasly       | AlphaTauri-Honda          | 52     | +31.188               | 11   | 6      |
| 8     | 23  | Alexander Albon    | Red Bull-Honda            | 52     | +32.670               | 12   | 4      |
| 9     | 18  | Lance Stroll       | Racing Point-BWT Mercedes | 52     | +37.311               | 6    | 2      |
| 10    | 5   | Sebastian Vettel   | Ferrari                   | 52     | +41.857               | 10   | 1      |
| 11    | 77  | Valtteri Bottas    | Mercedes                  | 52     | +42.167               | 2    |        |
| 12    | 63  | George Russell     | Williams-Mercedes         | 52     | +52.004               | 20   |        |
| 13    | 55  | Carlos Sainz jr.   | McLaren-Renault           | 52     | +53.370               | 7    |        |
| 14    | 99  | Antonio Giovinazzi | Alfa Romeo-Ferrari        | 52     | +54.205               | 15   |        |
| 15    | 6   | Nicholas Latifi    | Williams-Mercedes         | 52     | +54.549               | 18   |        |
| 16    | 8   | Romain Grosjean    | Haas-Ferrari              | 52     | +55.050               | 17   |        |
| 17    | 7   | Kimi Räikkönen     | Alfa Romeo-Ferrari        | 51     | +1 ronde              | 16   |        |
| DNF   | 26  | Daniil Kvjat       | AlphaTauri-Honda          | 12     | Ongeluk               | 19   |        |
| DNF   | 20  | Kevin Magnussen    | Haas-Ferrari              | 1      | Botsing               | 14   |        |
| DNS   | 27  | Nico Hülkenberg    | Racing Point-BWT Mercedes | 0      | Mechanisch probleem   | -    |        |
| Bron: |     |                    |                           |        |                       |      |        |

S Max Verstappen behaalde een extra punt voor het rijden van de snelste ronde.

## Tussenstanden wereldkampioenschap
Betreft tussenstanden voor het wereldkampioenschap na afloop van de race.

### Coureurs
| Pos. | Nr. | Coureur          | Constructeur              | Punten |
| ---- | --- | ---------------- | ------------------------- | ------ |
| 1    | 44  | Lewis Hamilton   | Mercedes                  | 88     |
| 2    | 77  | Valtteri Bottas  | Mercedes                  | 58     |
| 3    | 33  | Max Verstappen   | Red Bull-Honda            | 52     |
| 4    | 4   | Lando Norris     | McLaren-Renault           | 36     |
| 5    | 16  | Charles Leclerc  | Ferrari                   | 33     |
| 6    | 23  | Alexander Albon  | Red Bull-Honda            | 26     |
| 7    | 11  | Sergio Pérez     | Racing Point-BWT Mercedes | 22     |
| 8    | 18  | Lance Stroll     | Racing Point-BWT Mercedes | 20     |
| 9    | 3   | Daniel Ricciardo | Renault                   | 20     |
| 10   | 55  | Carlos Sainz jr. | McLaren-Renault           | 15     |

### Constructeurs
| Pos. | Constructeur              | Punten |
| ---- | ------------------------- | ------ |
| 1    | Mercedes                  | 146    |
| 2    | Red Bull-Honda            | 78     |
| 3    | McLaren-Renault           | 51     |
| 4    | Ferrari                   | 43     |
| 5    | Racing Point-BWT Mercedes | 42     |
| 6    | Renault                   | 32     |
| 7    | AlphaTauri-Honda          | 13     |
| 8    | Alfa Romeo-Ferrari        | 2      |
| 9    | Haas-Ferrari              | 1      |
| 10   | Williams-Mercedes         | 0      |